# جوديث فايس
جوديث فايس (بالألمانية: Judy Weiss) (و. 1972  م) هي مغنية ألمانية، ولدت في برلين.

## روابط خارجية
- جوديث فايس على موقع ميوزك برينز (الإنجليزية)
- جوديث فايس على موقع ديسكوغز (الإنجليزية)
- جوديث فايس على موقع ديسكوغز (الإنجليزية)